# Giovanni Barili
Giovanni Barili oppure Giovanni Barile (Siena, circa 1465 – Siena, 1529) è stato uno scultore e intagliatore italiano.

## Biografia

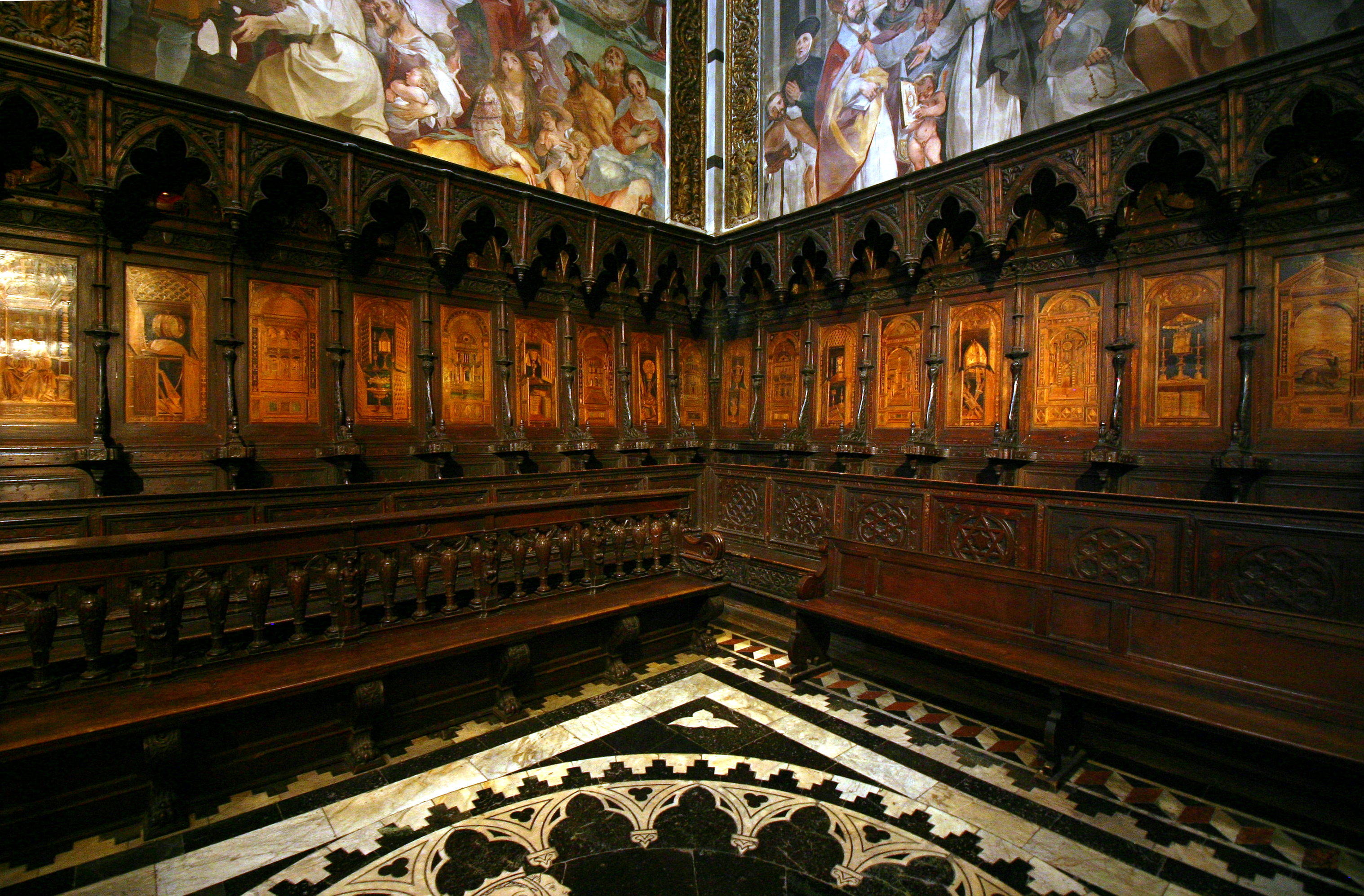
Particolare del coro ligneo del duomo di Siena

Giovanni Barili nacque a Siena nella seconda metà del XV secolo, ma non si posseggono altre informazioni biografiche sulla nascita e sull'infanzia, tranne che era il nipote dell'architetto, scultore e intagliatore Antonio di Neri Barili.
In gioventù si formò con lo zio collaborando a numerose sue opere, assieme a Giovanni di Pietro Castelnuovo, seguendo lo stile di Antonio di Neri Barili, che influenzato dalle tendenze della sua contemporanea scultura senese guidata da Francesco di Giorgio Martini e dal Vecchietta, intrise i suoi lavori con gli elementi più pregevoli del Rinascimento
Giovanni, collaborò con lo zio per il coro (1506) e la cantoria (1510) del duomo di Siena.
Assieme al maestro zio eseguì il coro di Maggiano ultimato nel 1511, anche se quest'opera, costituita di ben ventisei pannelli a tarsia con le raffigurazioni di Maria Vergine Assunta, di san Cristoforo e di altri santi, non è più reperibile.
Trasferitosi a Roma nel 1514, conobbe, si fece apprezzare da Raffaello Sanzio con il quale strinse rapporti duraturi, al punto di ottenere la carica di maestro del modello di legname per la basilica di San Pietro in Vaticano; inoltre gli fu affidato l'intaglio e l'intarsio delle porte e delle finestre delle Stanze di Raffaello nei Musei Vaticani, oltre che la decorazione dei soffitti delle stanze.
Contemporaneamente Giovanni realizzò anche l'intaglio di una cornice, non più rintracciabile, entro cui fu esposta, dopo la morte del pittore, la Trasfigurazione di Raffaello nel tempietto di San Pietro in Montorio (1522).
Rientrato a Siena dopo la morte di Raffaello, visse fino al 1529.

## Opere
- Duomo di Siena:
  - Stalli del coro (1506);
  - Organo della sagrestia e la cantoria a destra dell'abside (1509-1510);
- Sculture per la certosa di Maggiano (1511);
- Intaglio e intarsio delle porte e delle finestre delle Stanze di Raffaello nei Musei Vaticani;
- Decorazione dei soffitti delle Stanze di Raffaello nei Musei Vaticani;
- Intaglio della cornice per la Trasfigurazione di Raffaello nel tempietto di San Pietro in Montorio (1522).